# Aich (Stiermarken)
Aich (vroeger ook: Aich-Assach) is een gemeente in de Oostenrijkse deelstaat Stiermarken, en maakt deel uit van de expositur Gröbming binnen het district Liezen.
Aich telt 1315 inwoners (1-1-2022).
In 2015 werd de gemeente uitgebreid met Gössenberg.
Aich · Gröbming · Haus · Michaelerberg-Pruggern · Mitterberg-Sankt Martin  · Öblarn · Ramsau am Dachstein · Schladming · Sölk
- Gemeinsame Normdatei: 7750707-1
- Virtual International Authority File: 249299481